# صنایع ناکو
صنایع ناکو (انگلیسی: NACCO Industries) شرکت معدن آمریکایی است، که در سال ۱۹۱۳ تأسیس شد.